# Tertiaire structuur (nucleïnezuur)
De tertiaire structuur van een nucleïnezuur is de volledige, driedimensionale vorm van een DNA- of RNA-molecuul. Nucleïnezuren vervullen  verschillende functies, waaronder opslag van genetische informatie en katalyse van reacties. Dergelijke functies vereisen een zeer specifieke tertiaire structuur. Hoewel de ruimtelijke structuren van DNA en RNA divers en complex zijn, bestaan ze over het algemeen uit gemakkelijk herkenbare motieven.
De tertiaire structuur van DNA wordt conventioneel opgedeeld in drie conformaties: A-DNA, B-DNA en Z-DNA. B-DNA is de algemene vorm. Een belangrijke conformationele parameter die de structuur van de dubbele helix bepaalt, is de positie van de desoxyribosegroep.
De tertiaire structuur van RNA is meestal complexer en hangt af de mate van processing. Door middel van splicing, chemische modificaties en complexatie met eiwitten vouwt een RNA-molecuul zich in de juiste ruimtelijke vorm. Hierbij is soms de binding van een divalent metaalion essentieel.

## Helices

### Dubbele helix
De dubbele helix die men aantreft bij DNA is veruit de belangrijkste tertiaire structuur. Aangenomen wordt dat er drie conformaties van deze structuur in de natuur voorkomen: A-DNA, B-DNA en Z-DNA. Hoewel deze drie conformaties allemaal biologisch actief zijn, is B-DNA het meest algemeen in levende cellen. Deze vorm werd door James Watson en Francis Crick in 1953 beschreven. B-DNA is een rechtsdraaiende dubbele helix met een radius van 10 Å, waarbij tien basenparen nodig zijn voor een volledige draai om de hoofdas. Deze draaifrequentie (de zogenaamde helical pitch) hangt voornamelijk af van de stacking-interacties tussen de basenparen.
DNA is redelijk vervormbaar kan verschillende conformaties aannemen. Hoewel de voorkeursconformatie van DNA de B-vorm is, is dit slechts een idealisering. In werkelijkheid wijken lokale gebieden van een DNA-molecuul sterk af van de B-vorm, ondanks dat de dubbele helixstructuur en de Watson-Crick-basenparing worden behouden. Sommige moleculen (bijvoorbeeld ethidiumbromide) kunnen intercaleren in de DNA-helix, wat inhoudt dat ze zich geheel tussen de basenparen voegen en daarbij de helixstructuur lokaal sterk vervormen.

#### B-DNA

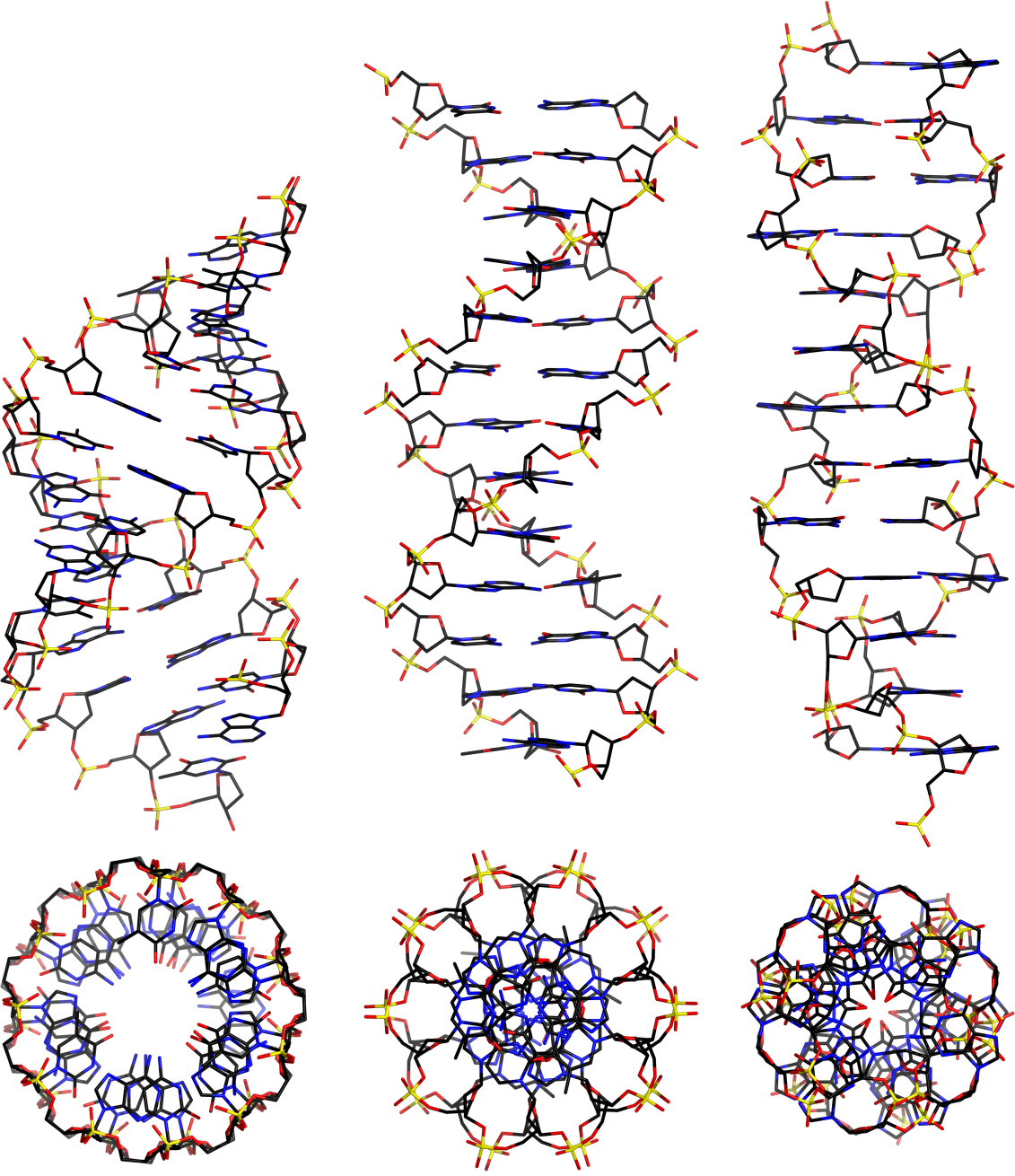
Lateraal aanzicht van de tertiaire structuur van A-DNA, B-DNA en Z-DNA

B-DNA is onder fysiologische omstandigheden de meest voorkomende vorm van DNA. Deze DNA-conformatie is rechtsdraaiend. De brede groeve die in B-DNA voorkomt maakt het molecuul goed toegankelijk voor eiwitten (zoals transcriptiefactoren, enzymen). De basenparen in B-DNA staan vrijwel loodrecht op de helix-as. De desoxyribosegroep bevindt zich altijd op de positie C3'-endo.

#### A-DNA
A-DNA is een dikkere, rechtsdraaiende vorm die voorkomt bij een RNA-DNA-complex of en RNA-RNA-complex (ook wel duplex genoemd). A-DNA heeft een smalle groeve die nauwelijks toegankelijk is voor eiwitten. De basenparen in A-DNA zijn  ten opzichte van de helix-as gekanteld en hebben een karakteristieke asymmetrische plaatsing. De desoxyribosegroep  komt voor aan de positie C3'-endo.

#### Z-DNA
Z-DNA is een zeldzame, linksdraaiende variant met een opvallend andere helixstructuur. Z-DNA wordt gevormd door afwisselende purines en pyrimidines (bv. GCGCGC). De fysiologische rol van Z-DNA is nog niet geheel opgehelderd. Er zijn aanwijzingen gevonden dat Z-DNA een rol speelt in bepaalde cellulaire processen, zoals de regulatie van genexpressie, processing van DNA en genetische instabiliteit.

## Tertaire structuur van RNA

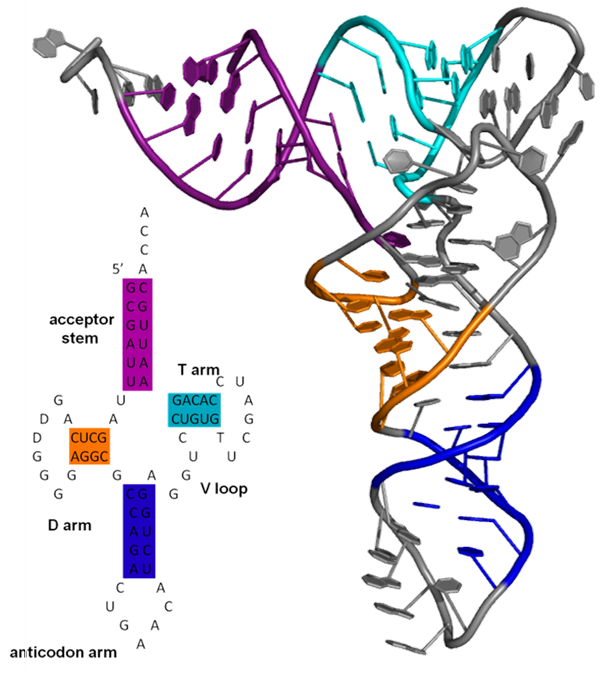
Secundaire en tertiaire structuur van transfer-RNA met coaxiale stapeling

De tertiaire structuur van RNA is het resultaat van interacties tussen verschillende secundaire structuurelementen. De ontwikkeling van de tertiaire structuur komt onder meer voort uit talrijke vanderwaalskrachten en waterstofbruggen als gevolg van basenpaarinteracties tussen secundaire structuren (die al dan niet voldoen aan de Watson-Crick-regels), zoals haarspeldlussen of andere interne lussen. Vaak gaat het om interacties tussen twee enkelstrengse ketens, maar ook interacties tussen dubbele helices spelen een rol.
Een van de belangrijkste tertiaire structuren in RNA-moleculen is een opstelling die bekendstaat als coaxiale stapeling (Engels: coaxial stacking). Hierbij vormen twee helices via onderlinge interacties in wezen één continue helix. Deze conformatie, waarin het basenpaar aan het einde van de ene helix zich verbindt met het basenpaar aan het begin van de andere helix, wordt gestabiliseerd door stacking-interacties. Coaxiale stapeling is een belangrijk kenmerk van de algehele tertiaire structuur van RNA.

### Metaalionen
De negatieve lading van de fosfaatruggengraat van RNA verhindert het RNA-molecuul om zich tot compacte structuren te vouwen, tenzij deze lading (gedeeltelijk) geneutraliseerd wordt. In fysiologische omstandigheden zijn Mg2+, Na+ en K+ aanwezig die een interactie kunnen aangaan met de fosfaatruggengraten van DNA en RNA. Deze positieve metaalionen (kationen) bevorderen de vouwing van RNA door de negatieve lading van de fosfaatgroepen af te schermen.